# Clay Guida
Clayton Charles Guida (Round Lake, 8 dicembre 1981) è un lottatore di arti marziali miste statunitense.
Combatte nella categoria dei pesi piuma per l'organizzazione UFC, ed è stato il primo campione dei pesi leggeri Strikeforce.
È il fratello minore di Jason Guida, altro lottatore professionista di arti marziali miste.
È noto per la sua grande resistenza e per la sua continuità nel tenere un ritmo di lotta elevato.
È soprannominato "The Carpenter" ("il carpentiere") per il fatto che agli albori della sua carriera nelle MMA contemporaneamente svolgeva tale professione.

## Carriera nelle arti marziali miste

### Inizi
Guida inizia a lottare con diverse organizzazioni di bassa caratura come XKK e IHC, dove riesce a distinguersi per la sua ottima lotta a terra e dal 2003 al 2006 segna un record di 18-4 con alcune importanti vittorie come quella su Bart Palaszewski.

### Strikeforce
Guida firma un contratto con la prestigiosa Strikeforce nel 2006 ed ha l'immediata possibilità di lottare per il neonato titolo Strikeforce dei pesi leggeri contro Josh Thomson: Guida vince ai punti e viene quindi incoronato campione di categoria.
Avrà invece sorte avversa l'incontro successivo, in quanto non riesce a difendere il titolo contro Gilbert Melendez, perdendo di pochissimo ai punti.
Successivamente lascia Strikeforce per partecipare ad una manifestazione Shooto in Giappone e ad un altro incontro per la World Extreme Cagefighting.

### Ultimate Fighting Championship
Sul finire del 2006 Guida fa il suo debutto in UFC con una vittoria contro Justin James.
Il proseguimento è altalenante con un record negativo di 4-5, dove pesano le sconfitte patite contro Din Thomas, Tyson Griffin, Roger Huerta, Diego Sanchez e Kenny Florian, ma va comunque segnalata l'importante vittoria contro Nate Diaz; in particolare il match contro Sanchez venne premiato Fight of the Year ai Fighters Only World MMA Awards del 2009.
Successivamente Guida trova il suo stato di forma migliore ed infila un 4-0 concluso con la vittoria sul forte Anthony Pettis che gli vale l'opportunità di sfidare Ben Henderson: chi vince dei due potrà successivamente scontrarsi con il campione in carica dei pesi leggeri Frankie Edgar; Guida perderà per decisione unanime.
Guida combatte nel giugno 2012 contro un top fighter di categoria quale è Gray Maynard: l'incontro dal punto di vista dello spettacolo è scadente, ma è molto combattuto e Guida viene sconfitto per pochissimi punti, in quanto un giudice di gara assegna la vittoria all'italoamericano per 48-47 e gli altri due giudici danno come vincente Maynard con lo stesso punteggio.
Nel 2013 fa il suo esordio nella divisione dei pesi piuma con un'importante vittoria sul top fighter giapponese Hatsu Hioki, benché non convinse tutti e tre i giudici di gara sull'esito a proprio favore.
Lo stesso anno ha la grande opportunità di affrontare il contendente numero 1 Chad Mendes, un ex contendente al titolo: Guida ha l'iniziativa per tutto il match ma subisce continuamente contro un avversario decisamente più abile e per la prima volta in carriera finisce KO durante il terzo round.
Nell'aprile del 2014 ottiene una prestigiosa vittoria contro il veterano Tatsuya Kawajiri, numero 12 dei ranking UFC; entrambi gli atleti vennero premiati con il riconoscimento Fight of the Night.
In luglio viene sconfitto per sottomissione durante la seconda ripresa dal numero 12 dei ranking Dennis Bermudez. Guida torna a combattere in aprile del 2015 dove ottenne una meritata vittoria contro Robbie Peralta, portando a segno numerosi takedown.
A novembre viene sconfitto da Thiago Tavares, sottomettendosi ad un tentativo di ghigliottina a soli 39 secondi dall'inizio dell'incontro. Il 4 giugno del 2016 affrontò Brian Ortega all'evento UFC 199. Guida si ritrovò a vincere il primo e il secondo round, mentre nel terzo si trovò in difficoltà e a soli 20 secondi dalla fine del match, venne colpito in pieno volto da una ginocchiata perdendo quindi per KO tecnico.

## Risultati nelle arti marziali miste
| Risultato | Record | Avversario       | Metodo                                   | Evento                                                        | Data              | Round | Tempo | Città                               | Note                                            |
| --------- | ------ | ---------------- | ---------------------------------------- | ------------------------------------------------------------- | ----------------- | ----- | ----- | ----------------------------------- | ----------------------------------------------- |
| Vittoria  | 37-21  | Leonardo Santos  | Sottomissione (rear-naked choke)         | UFC on ESPN: Font vs. Aldo                                    | 4 dicembre 2021   | 2     | 1:21  | Las Vegas, Stati Uniti              | Performance of the Night                        |
| Sconfitta | 36-21  | Mark Madsen      | Decisione (non unanime)                  | UFC on ESPN: Cannonier vs. Gastelum                           | 21 agosto 2021    | 3     | 5:00  | Las Vegas, Stati Uniti              |                                                 |
| Vittoria  | 36-20  | Michael Johnson  | Decisione (unanime)                      | UFC Fight Night: Overeem vs. Volkov                           | 6 febbraio 2021   | 3     | 5:00  | Las Vegas, Stati Uniti              |                                                 |
| Sconfitta | 35-20  | Bobby Green      | Decisione (unanime)                      | UFC on ESPN: Blaydes vs. Volkov                               | 20 giugno 2020    | 3     | 5:00  | Las Vegas, Stati Uniti              |                                                 |
| Sconfitta | 35-19  | Jim Miller       | Sottomissione tecnica (guillotine choke) | UFC on ESPN: Covington vs. Lawler                             | 3 agosto 2019     | 1     | 0:58  | Newark, Stati Uniti                 |                                                 |
| Vittoria  | 35-18  | B.J. Penn        | Decisione (unanime)                      | UFC 237: Namajunas vs. Andrade                                | 11 maggio 2019    | 3     | 5:00  | Rio de Janeiro, Brasile             |                                                 |
| Sconfitta | 34-18  | Charles Oliveira | Sottomissione (guillotine choke)         | UFC 225: Whittaker vs. Romero 2                               | 9 giugno 2018     | 1     | 2:28  | Chicago, Stati Uniti                |                                                 |
| Vittoria  | 34-17  | Joe Lauzon       | KO tecnico (pugni e gomitate)            | UFC Fight Night: Poirier vs. Pettis                           | 11 novembre 2017  | 1     | 1:07  | Norfolk, Stati Uniti                |                                                 |
| Vittoria  | 33-17  | Erik Koch        | Decisione (unanime)                      | UFC Fight Night: Chiesa vs. Lee                               | 25 giugno 2017    | 3     | 5:00  | Oklahoma City, Stati Uniti          | Ritorno nei pesi leggeri                        |
| Sconfitta | 32-17  | Brian Ortega     | KO Tecnico (ginocchiata)                 | UFC 199: Rockhold vs. Bisping 2                               | 4 giugno 2016     | 3     | 4:40  | Inglewood, Stati Uniti              |                                                 |
| Sconfitta | 32-16  | Thiago Tavares   | Sottomissione (ghigliottina)             | UFC Fight Night: Belfort vs. Henderson 3                      | 7 novembre 2015   | 1     | 0:39  | San Paolo, Brasile                  |                                                 |
| Vittoria  | 32-15  | Robbie Peralta   | Decisione (unanime)                      | UFC Fight Night: Mendes vs. Lamas                             | 4 aprile 2015     | 3     | 5:00  | Fairfax, Stati Uniti                |                                                 |
| Sconfitta | 31-15  | Dennis Bermudez  | Sottomissione (rear naked choke)         | UFC on Fox: Lawler vs. Brown                                  | 26 luglio 2014    | 2     | 2:57  | San Jose, Stati Uniti               |                                                 |
| Vittoria  | 31-14  | Tatsuya Kawajiri | Decisione (unanime)                      | UFC Fight Night: Minotauro vs. Nelson                         | 11 aprile 2014    | 3     | 5:00  | Abu Dhabi, EAU                      |                                                 |
| Sconfitta | 30-14  | Chad Mendes      | KO Tecnico (pugni)                       | UFC 164: Henderson vs. Pettis                                 | 31 agosto 2013    | 3     | 0:30  | Milwaukee, Stati Uniti              |                                                 |
| Vittoria  | 30-13  | Hatsu Hioki      | Decisione (non unanime)                  | UFC on Fox: Johnson vs. Dodson                                | 26 gennaio 2013   | 3     | 5:00  | Chicago, Stati Uniti                | Passa ai Pesi Piuma                             |
| Sconfitta | 29-13  | Gray Maynard     | Decisione (non unanime)                  | UFC on FX: Maynard vs. Guida                                  | 22 giugno 2012    | 5     | 5:00  | Atlantic City, Stati Uniti          |                                                 |
| Sconfitta | 29–12  | Ben Henderson    | Decisione (unanime)                      | UFC on Fox: Velasquez vs. Dos Santos                          | 12 novembre 2011  | 3     | 5:00  | Anaheim, Stati Uniti                | Eliminatoria per il titolo dei Pesi Leggeri UFC |
| Vittoria  | 29–11  | Anthony Pettis   | Decisione (unanime)                      | The Ultimate Fighter 13 Finale                                | 4 giugno 2011     | 3     | 5:00  | Las Vegas, Stati Uniti              |                                                 |
| Vittoria  | 28–11  | Takanori Gomi    | Sottomissione (ghigliottina)             | UFC 125: Resolution                                           | 1º gennaio 2011   | 2     | 4:27  | Las Vegas, Stati Uniti              |                                                 |
| Vittoria  | 27–11  | Rafael dos Anjos | Sottomissione (infortunio alla mascella) | UFC 117: Silva vs. Sonnen                                     | 7 agosto 2010     | 3     | 1:51  | Oakland, Stati Uniti                |                                                 |
| Vittoria  | 26–11  | Shannon Gugerty  | Sottomissione (triangolo di braccio)     | UFC Live: Vera vs. Jones                                      | 21 marzo 2010     | 2     | 3:40  | Broomfield, Stati Uniti             |                                                 |
| Sconfitta | 25–11  | Kenny Florian    | Sottomissione (rear naked choke)         | UFC 107: Penn vs. Sanchez                                     | 12 dicembre 2009  | 2     | 2:19  | Memphis, Stati Uniti                |                                                 |
| Sconfitta | 25–10  | Diego Sanchez    | Decisione (non unanime)                  | The Ultimate Fighter: United States vs. United Kingdom Finale | 20 giugno 2009    | 3     | 5:00  | Las Vegas, Stati Uniti              |                                                 |
| Vittoria  | 25–9   | Nate Diaz        | Decisione (non unanime)                  | UFC 94: St-Pierre vs. Penn 2                                  | 31 gennaio 2009   | 3     | 5:00  | Las Vegas, Stati Uniti              |                                                 |
| Vittoria  | 24–9   | Mac Danzig       | Decisione (unanime)                      | UFC Fight Night: Diaz vs. Neer                                | 17 settembre 2008 | 3     | 5:00  | Omaha, Stati Uniti                  |                                                 |
| Vittoria  | 23–9   | Samy Schiavo     | KO Tecnico (colpi)                       | UFC Fight Night: Florian vs Lauzon                            | 2 aprile 2008     | 1     | 4:15  | Broomfield, Stati Uniti             |                                                 |
| Sconfitta | 22–9   | Roger Huerta     | Sottomissione (rear naked choke)         | The Ultimate Fighter: Team Hughes vs Team Serra Finale        | 8 dicembre 2007   | 3     | 0:51  | Las Vegas, Stati Uniti              |                                                 |
| Vittoria  | 22–8   | Marcus Aurelio   | Decisione (non unanime)                  | UFC 74: Respect                                               | 25 agosto 2007    | 3     | 5:00  | Las Vegas, Stati Uniti              |                                                 |
| Sconfitta | 21–8   | Tyson Griffin    | Decisione (non unanime)                  | UFC 72: Victory                                               | 16 giugno 2007    | 3     | 5:00  | Belfast, Regno Unito                |                                                 |
| Sconfitta | 21–7   | Din Thomas       | Decisione (unanime)                      | UFC Fight Night: Evans vs Salmon                              | 25 gennaio 2007   | 3     | 5:00  | Hollywood, Stati Uniti              |                                                 |
| Vittoria  | 21–6   | Justin James     | Sottomissione (rear naked choke)         | UFC 64: Unstoppable                                           | 14 ottobre 2006   | 2     | 4:42  | Las Vegas, Stati Uniti              | Debutto in UFC                                  |
| Vittoria  | 20–6   | Joe Martin       | Decisione (unanime)                      | WEC 23: Hot August Fights                                     | 17 agosto 2006    | 3     | 5:00  | Lemoore, Stati Uniti                |                                                 |
| Sconfitta | 19–6   | Yusuke Endo      | Sottomissione (armbar)                   | Shooto 2006: 7/21 in Korakuen Hall                            | 21 luglio 2006    | 1     | 2:47  | Tokyo, Giappone                     |                                                 |
| Sconfitta | 19–5   | Gilbert Melendez | Decisione (non unanime)                  | Strikeforce: Revenge                                          | 9 giugno 2006     | 5     | 5:00  | San Jose, Stati Uniti               | Perde il titolo dei Pesi Leggeri Strikeforce    |
| Vittoria  | 19–4   | Josh Thomson     | Decisione (unanime)                      | Strikeforce: Shamrock vs. Gracie                              | 10 marzo 2006     | 5     | 5:00  | San Jose, Stati Uniti               | Vince il titolo dei Pesi Leggeri Strikeforce    |
| Sconfitta | 18–4   | Tristan Yunker   | Sottomissione (rear naked choke)         | KOTC: Redemption on the River                                 | 17 febbraio 2006  | 1     | 1:17  | Moline, Stati Uniti                 |                                                 |
| Vittoria  | 18–3   | Joe Jordan       | Decisione (unanime)                      | Xtreme Fighting Organization 8                                | 10 dicembre 2005  | 3     | 5:00  | Lakemoor, Stati Uniti               |                                                 |
| Vittoria  | 17–3   | Jeff Carsten     | KO Tecnico (infortunio)                  | IHC 9: Purgatory                                              | 19 novembre 2005  | 1     | 3:01  | Hammond, Stati Uniti                |                                                 |
| Vittoria  | 16–3   | Dave Cochran     | Sottomissione (rear naked choke)         | KOTC: Xtreme Edge                                             | 17 settembre 2005 | 1     | 2:26  | Indianapolis, Stati Uniti           |                                                 |
| Vittoria  | 15–3   | John Strawn      | Sottomissione (strangolamento)           | Xtreme Fighting Organization 7                                | 27 agosto 2005    | 2     | 3:12  | Island Lake, Stati Uniti            |                                                 |
| Vittoria  | 14–3   | Jay Estrada      | Sottomissione (rear naked choke)         | Combat Do Fighting Challenge 4                                | 13 agosto 2005    | 1     | 3:42  | Illinois, Stati Uniti               |                                                 |
| Vittoria  | 13–3   | Bart Palaszewski | Decisione (unanime)                      | XFO 6: Judgement Day                                          | 25 giugno 2005    | 3     | 5:00  | Lakemoor, Stati Uniti               |                                                 |
| Vittoria  | 12–3   | Alonzo Martinez  | Sottomissione (strangolamento)           | XKK: Des Moines                                               | 20 maggio 2005    | 3     | -     | Des Moines, Stati Uniti             |                                                 |
| Vittoria  | 11–3   | Chris Mickle     | Decisione                                | XKK: Des Moines                                               | 20 maggio 2005    | 3     | 5:00  | Des Moines, Stati Uniti             |                                                 |
| Vittoria  | 10–3   | Alex Carter      | Sottomissione                            | Combat Do Fighting Challenge 3                                | 14 maggio 2005    | 1     | 2:54  | Illinois, Stati Uniti               |                                                 |
| Vittoria  | 9–3    | Brandon Adamson  | Sottomissione (rear naked choke)         | Xtreme Fighting Organization 5                                | 19 marzo 2005     | 1     | 3:02  | Lakemoor, Stati Uniti               |                                                 |
| Vittoria  | 8–3    | Billy Guardiola  | Sottomissione (ankle lock)               | Combat Do Fighting Challenge 2                                | 5 febbraio 2005   | 1     | -     | Illinois, Stati Uniti               |                                                 |
| Vittoria  | 7–3    | Dennis Davis     | KO                                       | MMA Mexico Day 2                                              | 18 dicembre 2004  | 1     | -     | Ciudad Juárez, Messico              |                                                 |
| Vittoria  | 6–3    | Vito Woods       | Sottomissione (ghigliottina)             | Xtreme Fighting Organization 4                                | 3 dicembre 2004   | 2     | 1:19  | McHenry, Stati Uniti                |                                                 |
| Vittoria  | 5–3    | Randy Hauer      | KO Tecnico                               | Extreme Challenge 60                                          | 12 novembre 2004  | 1     | 2:25  | Medina, Stati Uniti                 |                                                 |
| Vittoria  | 4–3    | Billy Guardiola  | Sottomissione (ankle lock)               | Combat Do Fighting Challenge 1                                | 23 ottobre 2004   | 1     | -     | Cicero, Stati Uniti                 |                                                 |
| Sconfitta | 3–3    | Gabe Lemley      | Sottomissione (armbar)                   | XFO 2: New Blood                                              | 26 giugno 2004    | 2     | 0:33  | Fontana-on-Geneva Lake, Stati Uniti |                                                 |
| Vittoria  | 3–2    | Jed Deno         | Sottomissione (strangolamento)           | UCS 2: Battle at the Barn                                     | 1º maggio 2004    | 1     | 3:35  | Rochester, Stati Uniti              |                                                 |
| Vittoria  | 2–2    | Shawn Nolan      | KO (colpi)                               | XKK: Clash in Curtiss 5                                       | 3 aprile 2004     | -     | -     | Curtiss, Stati Uniti                |                                                 |
| Sconfitta | 1–2    | Dan Duke         | -                                        | XKK: Clash in Curtiss 5                                       | 3 aprile 2004     | -     | -     | Curtiss, Stati Uniti                |                                                 |
| Vittoria  | 1–1    | Adam Bass        | Sottomissione (rear naked choke)         | XFO 1: The Kickoff                                            | 14 marzo 2004     | 1     | 2:53  | Lake Geneva, Stati Uniti            |                                                 |
| Sconfitta | 0–1    | Adam Copenhaver  | Sottomissione (rear naked choke)         | Silverback Classic 17                                         | 26 luglio 2003    | 1     | -     | Ottawa, Stati Uniti                 |                                                 |